# Microsoft Solitaire
Пасьянс «Косынка» (оригинальное название — англ. Microsoft Solitaire) — программная реализация пасьянса «Косынка», входящая в стандартную поставку Microsoft Windows начиная с версии 3.0. Игра была разработана Уэсом Черри в 1988 году.

## История разработки
Игра была разработана в 1988 году сотрудником корпорации Microsoft Уэсом Черри. В то время Уэс Черри был стажёром в компании. Игра вышла в 1990 году в составе Windows 3.0.
Разработчики позиционировали игру как «средство для успокоения напуганных новой системой пользователей-новичков». Например, изначально не все пользователи могли спокойно пользоваться компьютерной мышью и графическим пользовательским интерфейсом, а «Косынка» часто оказывалась полезной в овладении этими навыками.
В операционной системе Windows Vista появилась обновленная версия игры.
В состав операционной системы Windows 8 не входит, однако можно загрузить коллекцию игр Microsoft Solitare Collection из Windows Store.
В апреле 2015 года пасьянс вернули в операционную систему Windows 10 в честь 25-летия игры.

## Игровой процесс
Игрок должен разложить выданные карты в четыре стопки (по количеству мастей) по возрастанию — начиная от туза и заканчивая королём. Выбирать карты можно из колоды, находящейся слева от четырёх стопок, либо из семи рядов карт, в каждой из которых находится от одной до семи карт соответственно. Собравший все карты в четыре стопки игрок считается победителем. Чем меньше затрачено времени на прохождение кона и чем больше очков было набрано — тем лучше. По окончании игры карты «разлетаются» по игровому столу.
У игрока есть дополнительные возможности: выбор цвета «рубашки» у карт (при каждом входе в программу задаётся случайная «рубашка»), а также выбор способа подсчёта (на очки, виртуальные деньги или вовсе без него), способ сдачи карт из колоды (по одной или по трём) и включение или выключение отсчёта времени, строки состояния и перетаскивания контура.

## Критика
Игра часто критикуется за то, что отнимает у игроков слишком много времени. Например, офисные служащие, часто не имеющие возможности нормально отдохнуть в перерывах, злоупотребляют стандартными играми Windows, в том числе пасьянсом «Косынка». Иногда это может иметь негативные последствия для игроков. Наибольшую огласку получил случай, когда в 2006 году работающий в администрации житель города Нью-Йорка был уволен после того, как мэр города Майкл Блумберг заметил его играющим в «Косынку» в рабочее время.